# Santa Fe Station
Santa Fe Station – hotel i kasyno, położone przy drodze stanowej Rancho Drive w Las Vegas, w amerykańskim stanie Nevada. Stanowi własność korporacji Station Casinos.
W skład Santa Fe Station wchodzi hotel z 200 pokojami oraz kasyno o powierzchni 7.900 m². Sam obiekt zajmuje w sumie 15 hektarów ziemi.
W 2008 roku dziennik Las Vegas Review-Journal przyznał Santa Fe Station nagrodę w kategorii Best Locals Casino, a więc dla najlepszego kasyna, którego grupę docelową stanowią lokalni odbiorcy.

## Historia
Obiekt został otwarty w 1991 roku, zaś jego pierwotnym właścicielem była korporacja Santa Fe Gaming. Za projekt kasyna odpowiadali Veldon Simpson i MB & H-Jim Adams. 
W czerwcu 2000 roku kasyno zostało wykupione za 205 milionów dolarów przez Station Casinos, która nadała mu obecną nazwę – Santa Fe Station.